# Gène white

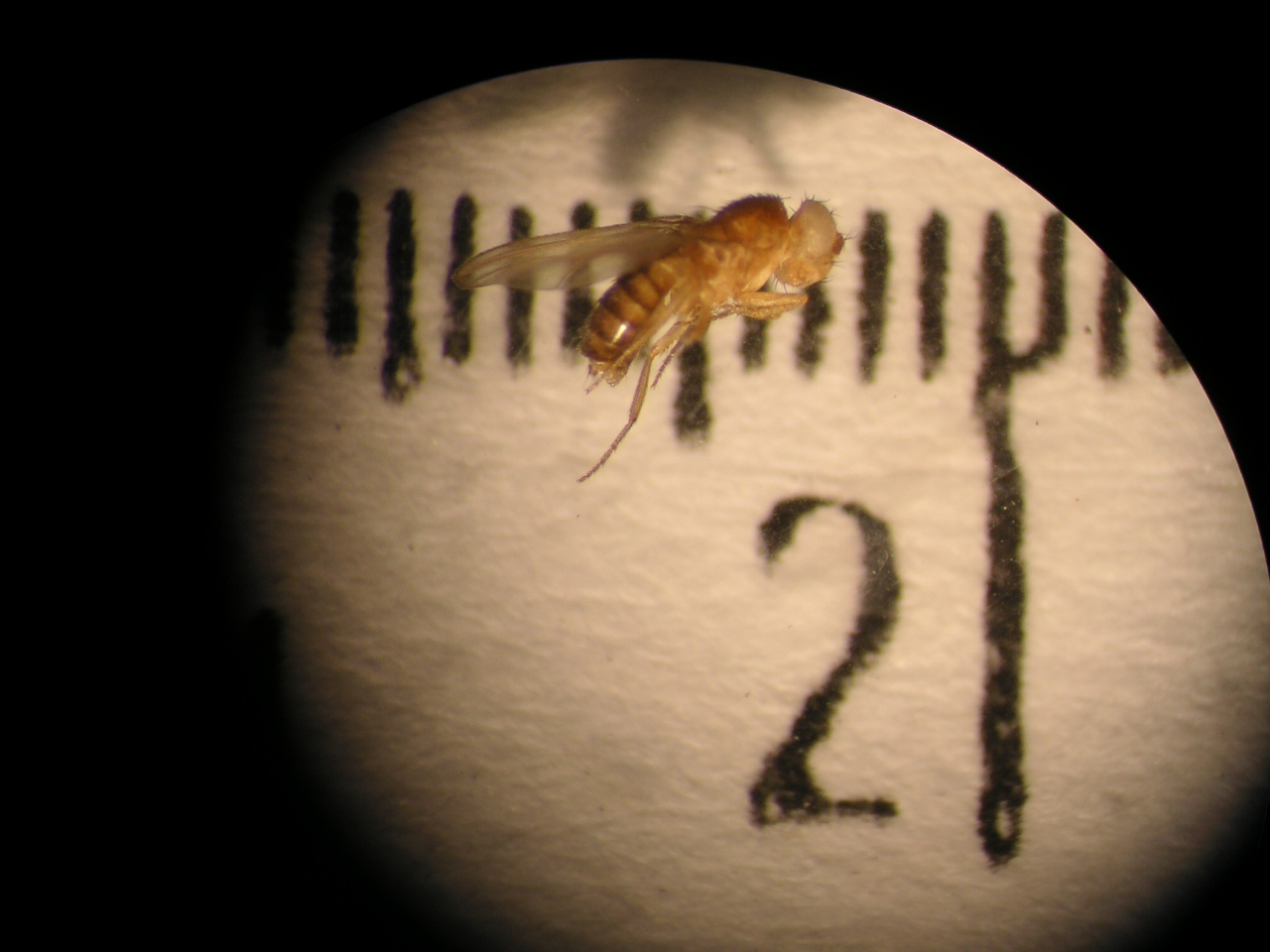
White-eyed Drosophila

Le gène white (w) est le nom d'un gène dont la mutation donne une couleur blanche à l'œil composé de la drosophile. Les yeux des insectes « sauvages » sont rouge-brique.
Le taux de mutation spontanée du gène est de 4 × 10−5.
Il existe une grande quantité d'allèles affectant la coloration de l'œil. La teinte peut aller du rouge brique (allèle sauvage w+), à corail (wco), rouge sang (wbl), éosine (we), cerise (wch), abricot (wa), miel (wh), fauve (whf), teinté (wt), perle (wp), ivoire (wi) jusqu'à blanc (w : le gène white).

## Utilisation en biologie moléculaire
Le gène white sert de gène marqueur pour vérifier les transformations génétiques sur un insecte. Une souche de drosophiles possédant deux allèles mutants du gène servent de matériel de départ aux manipulations génétiques. S'il y a transformation génétique, un révertant apparaît avec des yeux de couleur normale.
En appliquant la même technique à d'autres diptères ou insectes (par exemple les moustiques vecteurs de maladie), on peut avoir des indicateurs de réussite de la transformation génétique dans les stratégies d'élevage de mâles génétiquement modifiés.